# Belle-Île

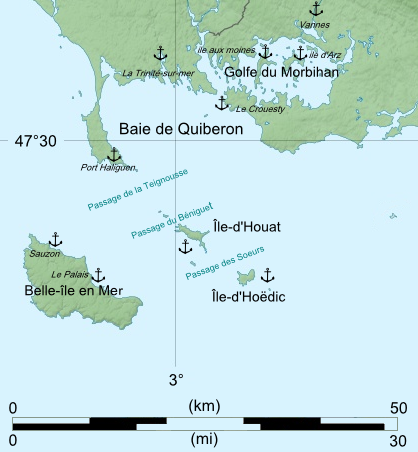
Lage der Insel

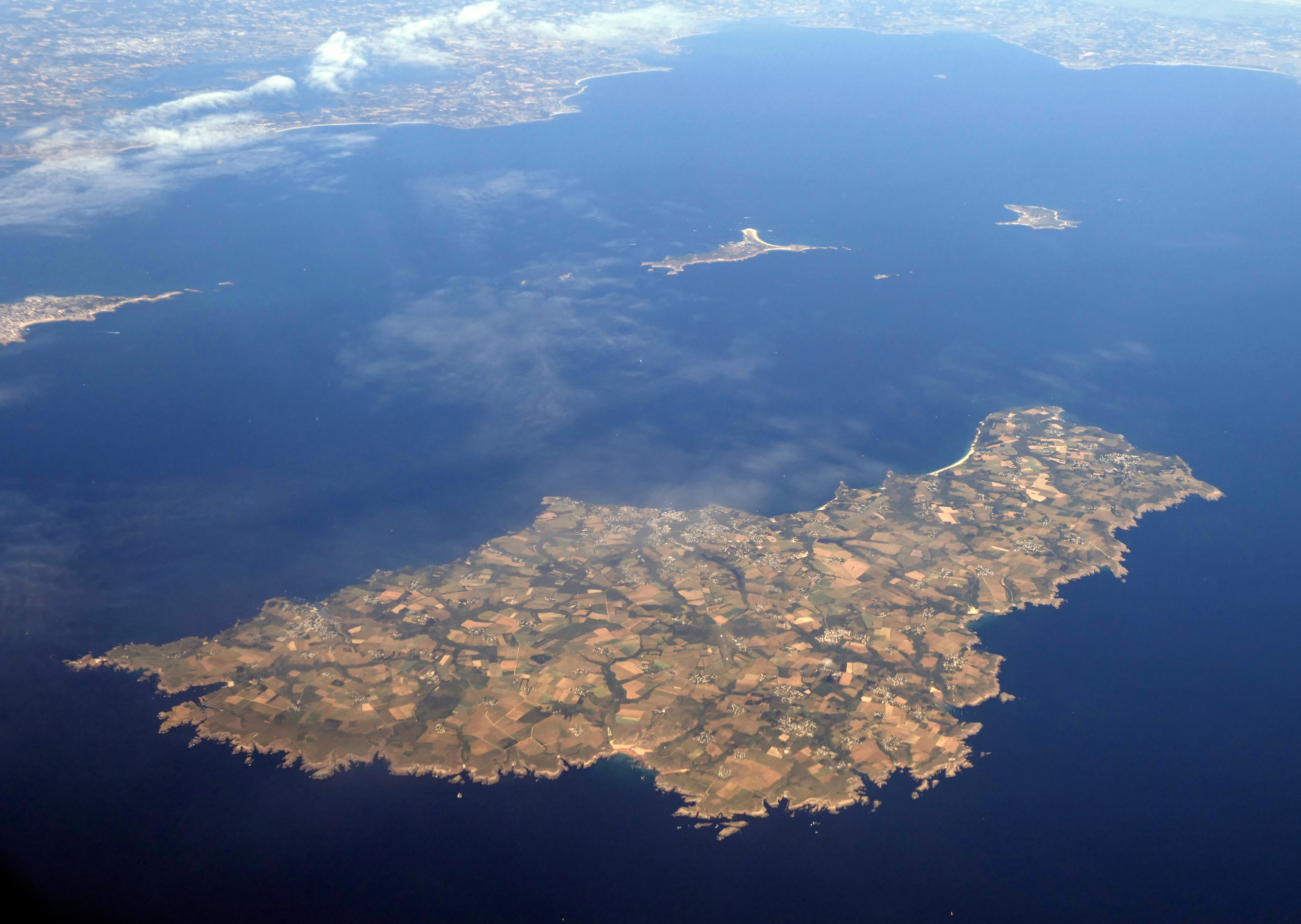
Luftbild der Insel

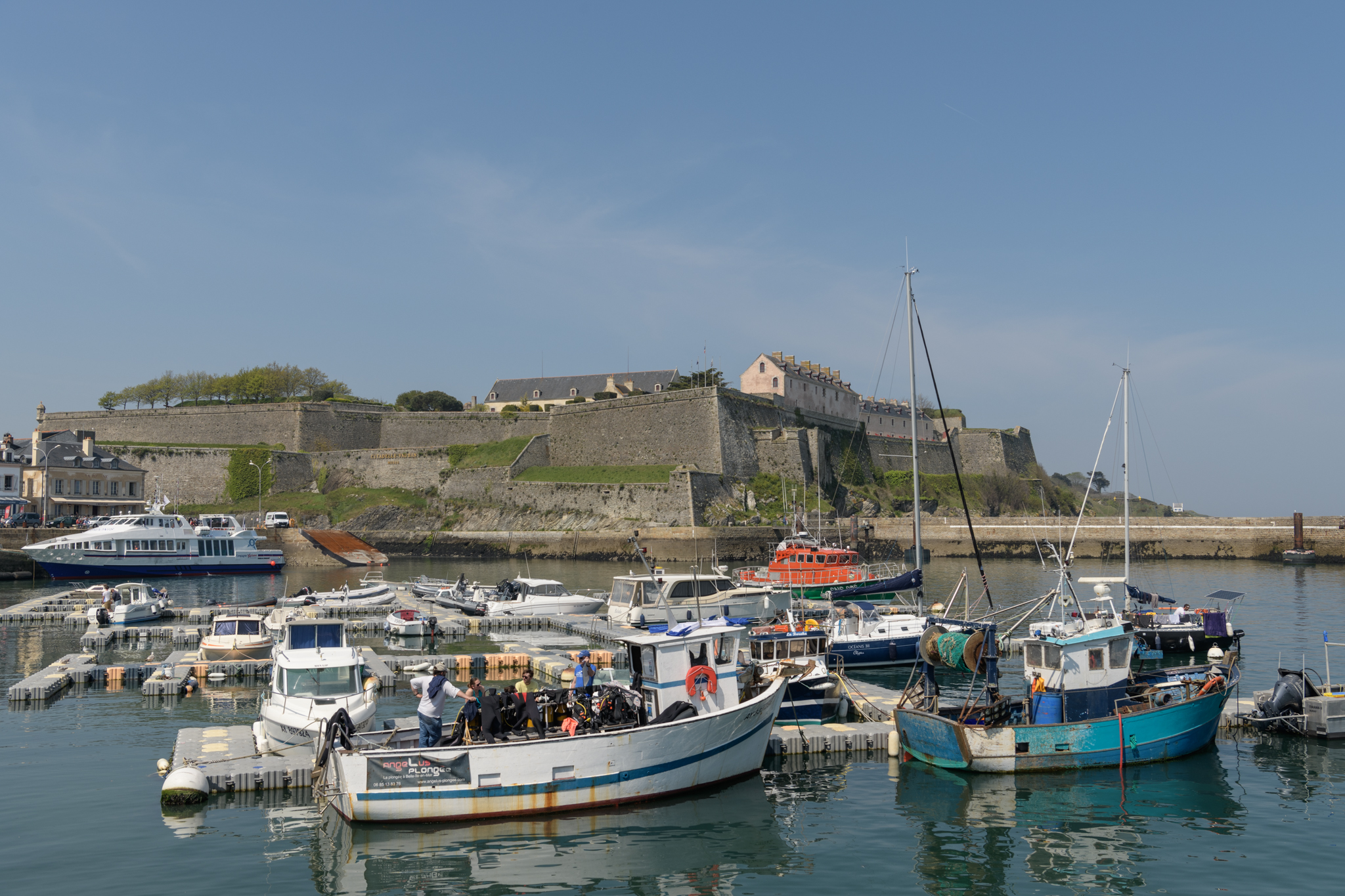
Hafen und Zitadelle von Le Palais

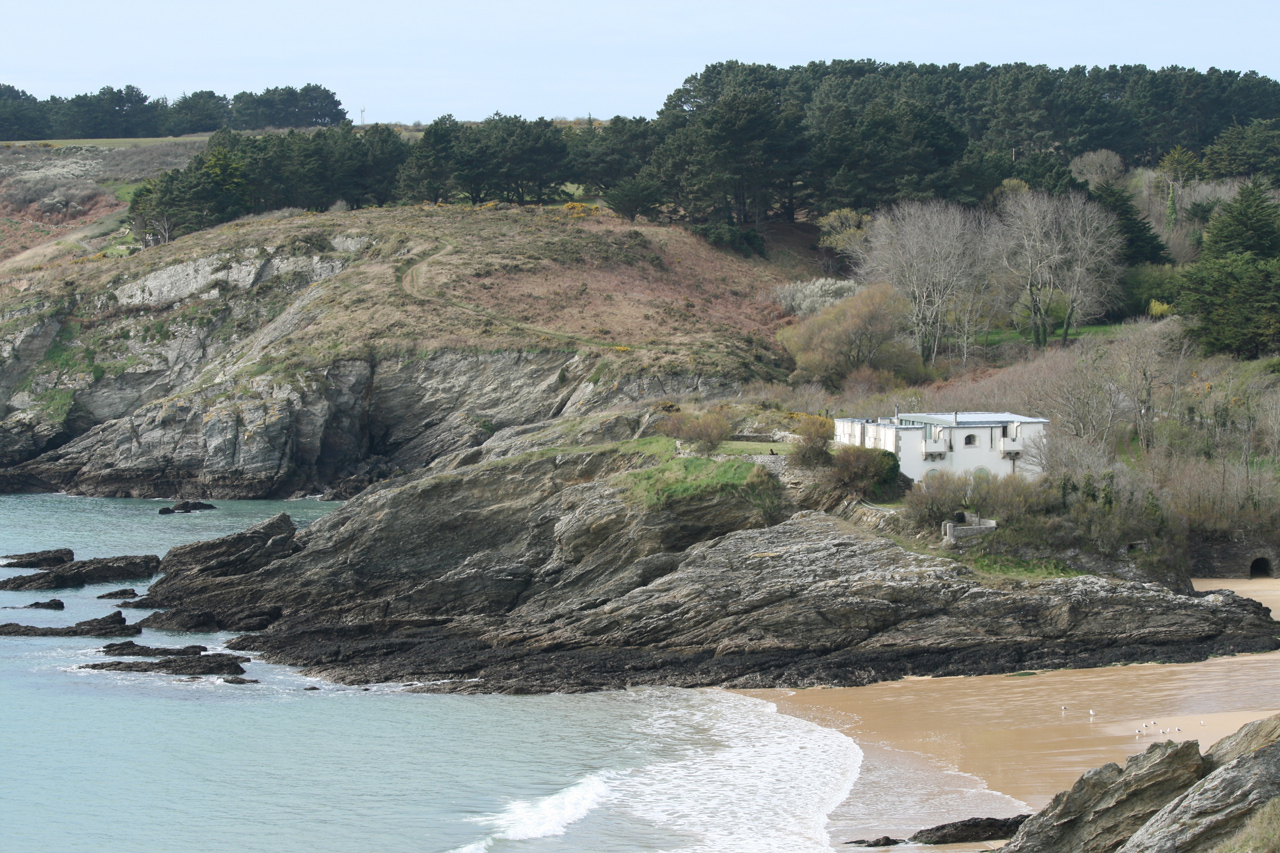
Felsenküste bei Port-Andro

Die Insel Belle-Île-en-Mer [bɛl il ɑ̃ mɛʁ] (alte Schreibweise: Belle Isle, bretonisch: Enez ar Gerveur) liegt südlich von Lorient vor der französischen Atlantikküste. Sie ist die größte der bretonischen Inseln.
Belle-Île-en-Mer gehört zum Département Morbihan, ist 87 km² groß und hatte 1876 fast 11.000 Einwohner. Die Insel liegt etwa 13 km südsüdwestlich von Quiberon, das im Süden der festländischen Halbinsel Quiberon liegt. Der höchste Punkt befindet sich mit 71 m beim Croix du Run (Lage). Die Insel weist felsige Küsten auf, ist im Innern aber reich an fruchtbarem Weide- und Ackerland. Die Einwohner trieben Ackerbau, Pferdezucht, Fischerei (besonders Sardellenfang), Salzschlämmerei sowie Handel mit Getreide, Vieh und Fischen. Hauptort ist Le Palais (bret. Porzh Lae), dessen Hafen von einer pyramidenartigen Zitadelle beherrscht wird, die Ende des 17. Jahrhunderts von Vauban ausgebaut wurde.
Die vier Gemeinden der Insel sind Le Palais, Sauzon, Bangor und Locmaria. Östlich des Dorfes Kerlédan stehen 340 m voneinander entfernt die Menhire Jean und Jeanne. Östlich von Bangor steht der Menhir Pierre Sainte Anne.
Die Besiedlungsgeschichte der Insel lässt sich bis in prähistorische Zeiten zurückverfolgen, der älteste Fund ist ein Faustkeil aus der Nähe von Kergoyet, er stammt aus einer Zeit, als das Gebiet der Belle-Île noch Teil des Festlandes war. Erst ca. 7000 v. Chr. nach Ende der letzten Eiszeit wurde die Insel vom Festland getrennt, für die weitere Besiedlung war dies kein Hindernis. Funde von Schmuck, Waffen, Werkzeugen und anderen Gegenständen aus dem Mesolithikum belegen die dauerhafte Anwesenheit. Siedlungen der Jungsteinzeit wurden bei Kerdonis, Le Skeul, Kerzo und Deuborh ausgegraben.
Teile der Grabungsfunde können im archäologischen Museum der Société polymathique du Morbihan in Vannes und im Musée de Préhistoire de Carnac in Carnac besichtigt werden.
Ebenfalls aus der Jungsteinzeit stammt der Fund eines menschlichen Schädels, der Anfang des 19. Jahrhunderts von dem Botaniker Émile Gadeceau im Torfmoor von Ster Vraz Sauzon gefunden wurde, dieser wird inzwischen im Musée Dobrée in Nantes aufbewahrt.
Karl IX. gab die Insel dem Marschall von Retz als Marquisat; dessen Sohn verkaufte sie 1658 an den Finanzintendanten Nicolas Fouquet, der sie befestigen ließ. Fouquets Enkel war der berühmte Marschall Charles Louis Auguste Fouquet de Belle-Isle, der die Insel 1718 für die Grafschaft Gisors der Krone abtrat. Bei Belle-Île siegte am 20. November 1759 in der Seeschlacht in der Bucht von Quiberon die britische Flotte unter Vizeadmiral Sir Edward Hawke über die französische unter Conflans.
Bis 1977 beherbergte die Insel ein berüchtigtes Straflager für Minderjährige. Auf Belle-Île steht der Leuchtturm Goulphar (Lage), der 1835 in Dienst gestellt wurde. Im Leuchtturm und seinem Anbau befindet sich die Verwaltung für die Austonnung der gesamten französischen Atlantikküste.
Heute zählt die Insel rund 5120 (Stand: 2008) Einwohner, beherbergt im Sommer aber rund 20.000 Feriengäste. Der Tourismus ist eine der wichtigsten Einnahmequellen geworden.

## Grotte de l’Apothicairerie

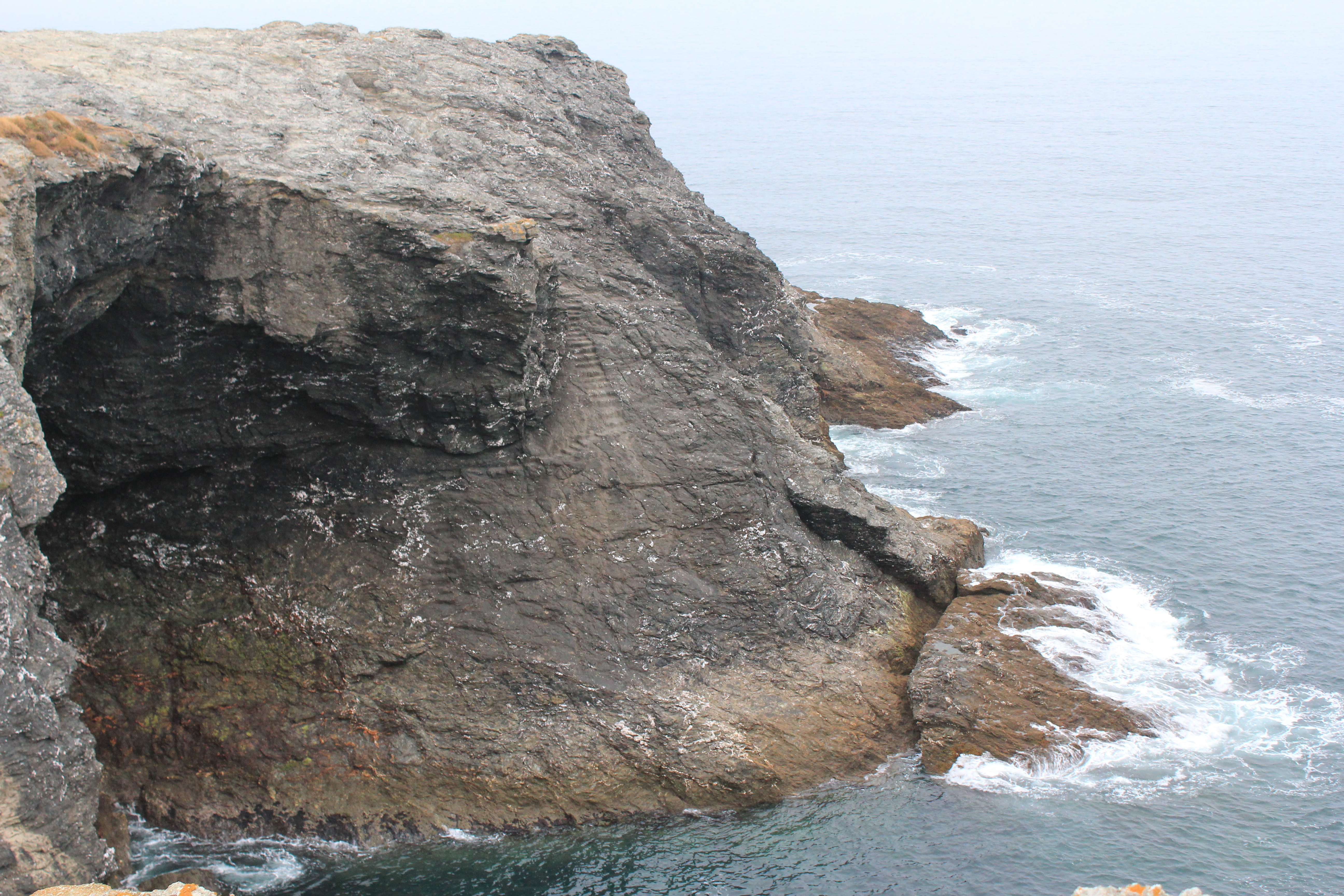
Eingang der Grotte de l’Apothicairerie

In den 1970er und 1980er Jahren galt die Höhle Grotte de l’Apothicairerie als Touristenattraktion der Bretagne. Sie ist heute geschlossen. Man stieg auf einer mit rutschigen Stufen in den Fels gehauene Treppe hinab. Vor dem Eingang lag auf der linken Seite der Bogen Roche Percée, der 1975 einstürzte.